# Bernard ze Žerotína
Bernard ze Žerotína (něm. von Zierotin, uváděn i jako Jan Bernard ze Žerotína, † 1655) byl moravský šlechtic z rodu Žerotínů, zakladatel falkenberské větve rodu, majitel slezského stavovského panství Falkenberg (dnes Niemodlin v Polsku) a přilehlého panství Tillowitz (dnes Tułowice v Polsku). Roku 1614 zastával post studentského rektora pražské univerzity.

## Život
Narodil se do rodiny Jana Viléma ze Žerotína, příslušníka meziříčské větve rodu, majitele panství Rožnov-Krásno a držitele biskupského léna Valašské Meziříčí a jeho druhé manželky Marie Anny Pücklerové z Groditz. Po otcově brzké smrti v roce 1608 byl spolu se svým mladším bratrem Baltazarem vychováván pod poručnickým dohledem strýce Jetřicha ze Žerotína. Vzdělání se mu dostalo na Universitě Karlově v Praze, kde byl roku 1614 zvolen na jeden rok studentským rektorem.
Sympatizoval se stavovským povstáním a po jeho porážce v bitvě na Bílé hoře odešel do Slezska, kde od roku 1626 držel menší statek Kujawy. Téhož roku se objevuje ve vojsku Petra Arnošta hraběte z Mansfeldu, s nímž se vrátil zpět na Moravu a zapojil se do aktivit protihabsburského odboje reprezentovaného Janem Adamem z Víckova, který stál v čele rebelujících Valachů. Jednotkám Jana Adama z Víckova se podařilo obsadit hrad Lukov (3. září 1626), město Valašské Meziříčí (přelom září a října 1626), město Hranice (21. října 1626) a nakonec zámek v Holešově (polovina ledna 1627). Úspěšně tažení však bylo císařskými vojsky nedlouho poté přinuceno přejít do defenzivy a Bernardovy podíly na rožnovsko-krásenském panství a biskupském léně Valašském Meziříčí propadly konfiskaci. Zpět je získal až Bernardův bratr Baltazar v roce 1629, který na přelomu let 1628/1629 přijal katolickou víru a postavil se na stranu protireformační politiky císaře Ferdinanda II.
V průběhu 30. let 17. století pak ke katolictví konvertoval i Bernard, za což byl císařem Ferdinandem III. roku 1640 odměněn slezským panstvím Tillowitz, na nějž si ale činili právní nároky Ditrichštejnové, dědicové jeho polorodého bratra Františka Maxmiliána z Ditrichštejna (1613–1635), který se narodil z druhého manželství Marie Anny Pücklerové z Groditz. Vleklý spor byl ve prospěch Žerotínů ukončen až v roce 1668. Jako podobně problémová se ukázala být držba bývalého Falkenberského knížectví, nyní stavovského panství, jehož se Bernard formálně ujal roku 1650, nicméně vzhledem ke sporům s dědici předchozího majitele Ernsta Posera správu fakticky převzal až roku 1654.
Svůj testament sepsal 26. května 1655 na zámku ve Falkenbergu. Zanechal po sobě vdovu Annu Kateřinu z Dalwigu, s níž se ženil roku 1633, nezletilého syna Siegfrieda Erdmanna a rovněž nezletilé dcery Markétu Florentinu a Johannu Alžbětu. Falkenberská větev rodu Žerotínů, kterou založil díky svému přesunu do Slezska, vymřela po meči v roce 1779.